# Santuario di Sant'Antimo Prete e Martire
(scritta che sovrasta il portale della chiesa)
Il santuario di Sant'Antimo Prete e Martire si trova a Sant'Antimo, nella città metropolitana di Napoli e diocesi di Aversa. Esso si affaccia in Piazza della Repubblica, piazza principale del paese.

## Storia

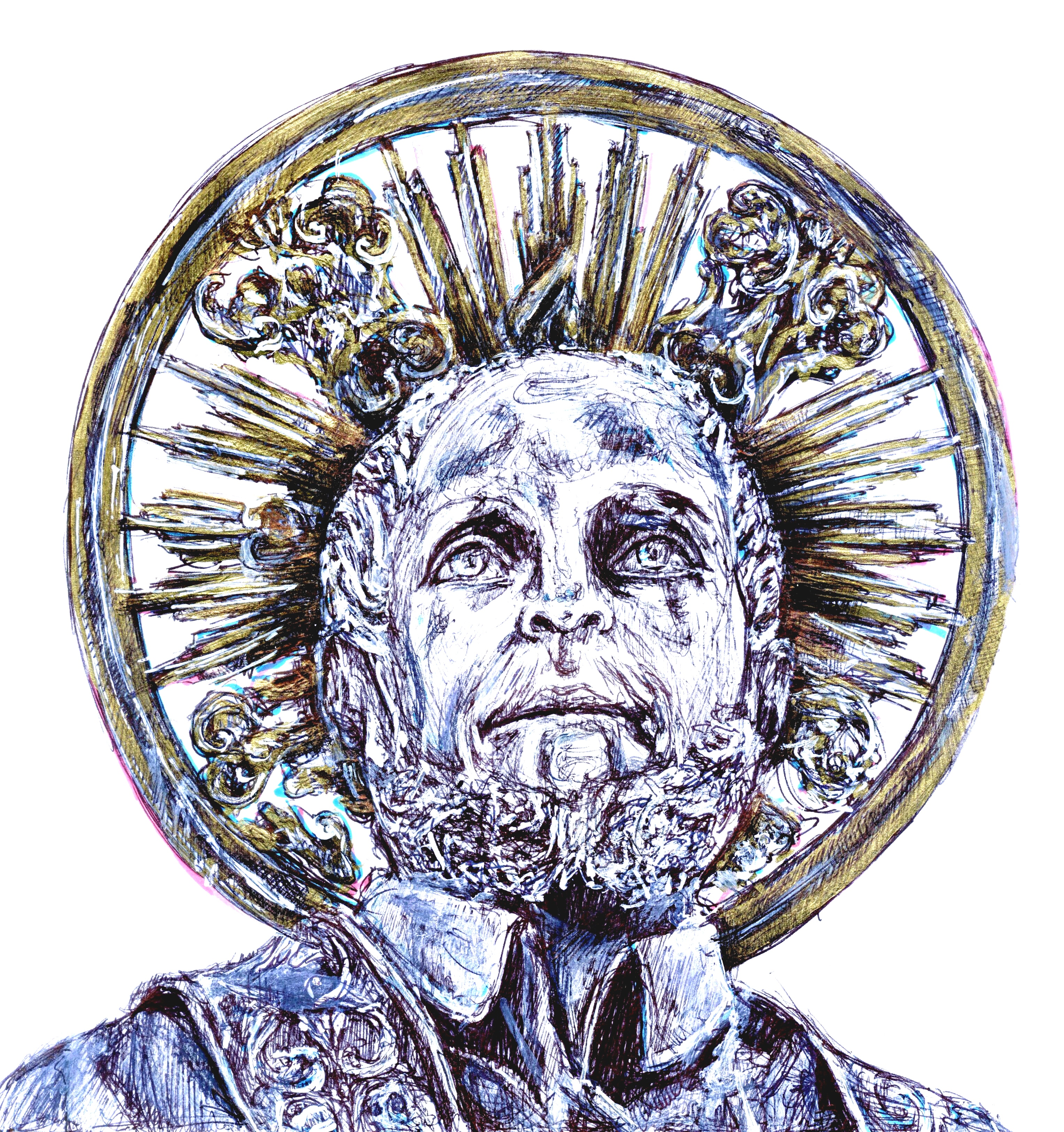
Sant'Antimo Presbitero e Martire

Il santuario di Sant’Antimo Prete e Martire, che sorge nel centro storico cittadino, è un monumento di fede, di arte e di storia innalzato alla memoria del santo sacerdote Antimo, martirizzato l’11 maggio 305 nella persecuzione dell’imperatore Diocleziano.
Il primo nucleo risale, secondo una consolidata tradizione, all’anno 816, quando, durante una battuta di caccia in questi luoghi, il duca bizantino Antimo di Napoli, fermatosi a riposare, ebbe in sogno il martire Antimo che gli chiese dii costruire una cappella in suo onore.
Il primitivo oratorio fu in seguito ampliato ed elevato a parrocchia. L’ampliamento portò la chiesa ad assumere un impianto architettonico a croce latina con l’altare maggiore posto ad oriente.
Agli inizi del XVIII secolo la vecchia struttura della chiesa fu rifatta dalle fondamenta da Guglielmo Moschetto, secondo il progetto realizzato dall’ingegnere Andrea Canali, che prevedeva un costo di tremila e quattrocento ducati. I lavori sarebbero dovuti cominciare l'8 giugno 1719, ma, inaspettatamente, gli Eletti dell’Università decisero di sottoporre il progetto ad un altro ingegnere, Antonio Guidetti, il quale, dopo aver misurato la chiesa, ritenne inappropriato il disegno del Canali che non aveva rispettato le giuste proporzioni. Si propose, quindi, di realizzare un nuovo progetto da parte del Guidetti, che fu approvato il 28 giugno 1719. Egli ruotò la chiesa di 90° trasformando la struttura a croce latina in un nuovo ampliamento che non può essere rivendicato agli schemi a croce latina o a croce greca, e nemmeno a quello più generico a pianta centrale, poiché l'asse nord-sud è più corto rispetto a quello est-ovest. I lavori iniziarono il 1 luglio 1719 e furono affidati all’imprenditore Angelo Antonio Moschetto, che si impegnò a terminarli in tre anni. Nell’ottobre del 1721 al Moschetto subentrò l’imprenditore Vincenzo Pomaro di Succivo, già attivo nella chiesa dello Spirito Santo l’anno precedente, il 1720. I lavori si conclusero nel 1724 e il 27 ottobre 1725 fu stipulato l’appalto con i Farinaro di Aversa per i lavori in stucco di una parte della chiesa con l’impegno di terminarli entrò la metà del 1726. Il 17 luglio 1727 fu stipulato un altro appalto con Giuseppe Pepe di Napoli e il genero Carmine Farinaro per completare il resto della chiesa.
La facciata della vecchia chiesa era suddivisa in due ordini sovrapposti, a tre ordini di lesene; ai lati si elevavano due piccoli campanili identici. Il corpo centrale culminava in una sorta di timpano triangolare. La nuova facciata fu realizzata negli anni ’20 del XX secolo su interessamento del parroco Francesco Varano. Il disegno fu realizzato dagli ingegneri Mollo e Verde, che si rifecero, per un terzo ordine, alla facciata della chiesa dei Girolamini in Napoli; i lavori furono portati a termine nel 1924 sotto la direzione dell’ingegnere Antimo D’Amodio. Il disegno lasciò sostanzialmente invariata la facciata precedente aggiungendo però un terzo ordine culminante in un timpano spezzato al cui interno è collocata un'edicola con la statua in pietra del santo patrono Antimo; le due nicchie, invece, poste nel secondo ordine, accolgono le statue dei santi apostolo Pietro e Paolo. Lavori di consolidamento e restauro furono poi avviati, sempre sotto la direzione di Antimo D’Amodio, in seguito ai danni provocati dal sisma del 23 luglio 1930 in cui l’edificio rimase gravemente danneggiato. Altri lavori di restauro furono realizzati dopo quindici anni dal parroco Amodio Chiariello, il quale provvide anche a far sistemarne gli scalini di accesso e a fare pavimentare il sagrato in pietra vesuviana. Dalla visita del vescovo Pietro Ursini del 2 ottobre 1597 si ha una descrizione della struttura della vecchia chiesa a croce latina che ospitava unici cappelle più l’altare maggiore; nella navata erano disposte otto cappelle, due nel transetto e una da cui si accedeva dal transetto. Sulla parete settentrionale della navata vi erano quattro cappelle, al termine della navata.
La chiesa contiene oggi, dopo il rifacimento della prima metà del XVIII secolo, sette cappelle più il presbiterio.

## Descrizione

### La navata centrale
La navata centrale, che si conclude in un presbiterio, presenta un soffitto a cassettoni realizzato nel 1725 da Antonio Villano di Giugliano e da Antonio e Giuseppe Tornincasa, padre e figlio, di Sant'Antimo e rifinito con stucchi, pittura a guazzo e oro zecchino da Giovan Battista Russo e Nicola Panzera di Aversa su disegno dell'architetto Antonino Notarnicola. Al centro del soffitto è collocata una tela di Nicola Malinconico rappresentante il Martirio di Sant'Antimo. 
Nei pennacchi posti sugli archi che immettono nelle navate di destra e di sinistra e nel presbiterio sono collocate tele con scene desunte dall’Antico Testamento. Sulla cantoria, costruita nel primo decennio del XX secolo, ha sede l’organo settecentesco in precedenza allocato sul pilastro centrale sinistro avente di fronte il pulpito ligneo con rifiniture dorate e il busto a mezzo tondo di Sant’Antimo, il quale fu realizzato nel 1868 a devozione di Domenico Amodio; allo stesso anno risale anche il crocifisso ligneo del pulpito donato da Domenico Di Biase.
L’organo fu realizzato negli anni 1782-83 da Biagio e Nicola Di Rosa, padre e figlio, di Cardito, per la somma di seicento novanta ducati. Nello stemma posto sulla sommità dell’organo vi è rappresentato l’Ostensorio, simbolo del SS. Sacramento, con S. Antimo sul lato destro e la Madonna, sotto le sembianze dell’Immacolata Concezione su quello sinistro ad indicare che l’opera fu realizzata con il concorso della confraternita del SS. Sacramento e Purgatorio, della Cappella della Immacolata Concezione, e della Cappella di Sant’Antimo cui si aggiunse anche il Pio Monte di S. Anna e S. Giuseppe.
All’inizio della navata sono poste due acquasantiere in marmo. La vasca è settecentesca, mentre nel 1894 è stata posta, a devozione di Diego D’Arienzo, su ciascuna di esse, un’edicola marmorea retta da due putti con la raffigurazione del santo martire Antimo. Allo stesse benefattore si devono anche i quattro lampadari in vetro della navata e un paliotto ligneo per l’altare maggiore con la raffigurazione centrale del busto di S.Antimo.

#### Il presbiterio
Realizzato nella prima metà del XVII secolo, il presbiterio accoglie un altare in marmi policromi dove è possibile ravvisare, su entrambi i lati, racchiuso in uno scudo sormontato da corona, lo stemma della Confraternita del SS. Sacramento. L'altare, smontato e rimontato, fu retrocesso nell'attuale posizione nel primo ventennio del XX secolo occupando la zona originariamente riservata al coro; sulla sommità del tabernacolo oggi si può vedere un Crocifisso ligneo databile al XIX-XV secolo. Fino al 1976 l’area presbiteriale era delimitata da una balaustra in marmi policromi i cui marmi furono utilizzati per realizzare la mensa e l’ambone.
La parete di fondo del presbiterio termina in una scenografia a timpano spezzato sulla cui sommità sono poste due figure muliebri realizzate in stucco, che rappresentano due delle tre virtù teologali: a destra la Speranza, a sinistra la Fede. Sulle lesene ci sono due statue, sempre in stucco, raffiguranti a destra S. Paolo e a sinistra S. Pietro. Al centro è posta la tela raffigurante La gloria di S. Antimo realizzata da Paolo De Majo nel primo trentennio del 1700. Sulle pareti laterali sono poste simmetricamente due tele polilobate e due nicchie. Le tele raffigurano una Lo sposalizio mistico di S. Caterina d’Alessandria attribuita a Ludovico Vaccaro e l’altra La vergine del Carmine e Santi, il cui autore potrebbe appartenere alla cerchia del De Majo, se non essere lui stesso, almeno nella fase esecutoria di alcuni personaggi quali la Vergine, oppure il fratello maggiore Ludovico, anch’egli allievo di Solimena; nelle due nicchie sono presenti a sinistra la Madonna del Carmine (sec. XIX) con mani, piedi e testa di legno (il bambino è stato rubato nel 2010 e sostituito con una copia similare) e la statua lignea di S. Anna (sec. XVII-XVIII). Allo stesso periodo della realizzazione di questa statua si può affiancare un'altra statua lignea a mezzobusto, raffigurante S. Gioacchino con Maria bambina, esposta solo nella festa del Santo; entrambe sono riconducibili alla bottega di Gioacchino Colombo, scultore padovano, che operò a Napoli dal 1678 al 1731. Il soffitto fu, invece, affrescato da Raffaele Iodice nel 1927 con la rappresentazione in un ovale dell’Ingresso di S. Antimo in Paradiso.

### La navata di sinistra
La navata di sinistra presenta quattro cappelle dedicate nell’ordine alla Sacra Famiglia, alle Anime del Purgatorio, alla Madonna del Rosario e al Crocifisso. Sulla navata si elevano due cupole, di cui quella anteriore è la più grande. Sui pennacchi della cupola maggiore sono raffigurate scene desunte dalle opere di misericordia ed inerenti al culto dei morti realizzate da Raffaele Iodice. 
Sui pennacchi della seconda cupola, invece, vi sono raffigurati angioletti che recano nelle mani i simboli della Passione del Signore, mentre sul tamburo sono presenti angeli di chiara impronta settecentesca.
Dalla seconda cappella si accede, da una posta sulla parete di sinistra, alla vecchia sacrestia, oggi sala destinata valle attività parrocchiali, mentre dalla porta che si apre sulla parete di destra si accede ai locali dell’ufficio parrocchiale e della nuova sacrestia realizzata negli anni 50-60 del XX secolo. Sulla porta d’ingresso vi è un affresco raffigurante Cristo che ammira la Città eterna, mentre nella volta è rappresentato l’Agnello dell’Apocalisse con i sette sigilli.

#### Cappella della Sacra Famiglia
La prima cappella di sinistra, oggi intitolata alla Sacra Famiglia, è delimitata da una balaustra e presenta al centro il Battistero in marmo con la vasca risalente al XVI secolo. Il Battistero fu trasferito in questa cappella negli anni cinquanta del XX secolo dalla prima cappella della navata di destra.
Sulla parete si aprono tre nicchie che conservano le statue di S. Giuseppe (sec. XIX-XX), del bambino Gesù (sec. XIX), e di Maria.
La nicchia che ospita il Bambino Gesù è racchiusa da una bella cornice marmorea la cui elegante fattura dei rilevi manieristici potrebbe farla datare alla fine del XVI secolo.
La statua della Madonna, recentemente restaurata, risale alla prima metà del secolo XVII ed è interamente in legno con gli arti superiori snodabili. Essa, che raffigura l’Immacolata Concezione ed oggi fa parte del gruppo statuario della Sacra Famiglia, fu posta in questa cappella agli inizi del XX secolo. Precedentemente era allocata nella seconda cappella della navata destra dove troneggiava dall’altare a lei dedicato.

#### Cappella delle Anime del Purgatorio
La seconda cappella di sinistra ospita un altare in marmi policromi della Confraternita del SS. Sacramento ed è dedicato alle Anime del Purgatorio. In questa cappella sono presenti tre quadri: la Vergine che soccorre le anime del Purgatorio, la Madonna di Loreto e la Madonna dell’Arco. Ai lati della pala centrale si aprono due nicchie che ospitano due mezzibusti lignei raffiguranti San Gennaro a sinistra e Santa Teresa d’Avila a destra dia autore ignoto del XVIII secolo.
La pala d’altare, sormontata da una bella zinefre in legno e oro zecchino con uno stemma centrale su cui è raffigurata la Madonna del Carmine, rappresenta La Vergine che soccorre le anime del Purgatorio (sec. XVIII); essa reca in basso, al centro, la firma di Antimo Storace che potrebbe essere identificato come il committente, mentre l’attribuzione dell’opera va sicuramente data a Domenico Antonio Vaccaro.
Sulla parete laterale destra è allocata una tavola lignea raffigurante la Madonna di Loreto con i Santi Francesco d’Assisi e Caterina d’Alessandria (sec. XVI) attribuita da Leone de Castris all’artista napoletano Fabrizio Santafede. Il quadro, inserito all’interno di una cornice dorata, reca sulla base una predella con quattro formelle in cui vi sono raffigurate scene francescane rovinate dal tempo, mentre in alto è posta la cimasa con la rappresentazione dell’Incoronazione della Vergine.
Sulla parete di sinistra è collocata una tavola lignea realizzata da Pompeo Landolfo nel 1609. Racchiusa anch’essa in una solenne cornice simile alla precedente, in cui però le formelle della predella sono state oscurate da una mano di vernice scura, mentre non vi è raffigurato nulla nella cimasa. Essa presenta una scena insolita per il titolo che porta: Madonna dell’Arco; infatti nella raffigurazione manca la figura della Madonna. Ai lati della tavola, in primo piano, sono rappresentati due santi vescovi: a destra S. Donato e a sinistra S. Biagio. Alle spalle di questi due santi, in secondo piano, sono raffigurati S. Antonio Da Padova e S. Francesco d’Assisi.
Al centro del dipinto vi è una scala ed in alto è posta la colomba raffigurante lo Spirito Santo. L’immagine della Vergine deve essere stata rimossa, forse perché deterioratasi, in seguito al rifacimento della chiesa quando i quadri furono nuovamente ricollocati lungo le pareti delle nuove cappelle. Nella sezione centrale della tavola, infatti, si possono notare dei tagli nel legno nella zona in cui ora è raffigurato lo Spirito Santo sotto forma di colomba.

#### Cappella del Rosario
La terza cappella di sinistra è dedicata alla Madonna del Rosario e l’altare in marmo risale al 1872 come riportato nell’iscrizione posta su entrambi i lati: “Charitas M.P. Dell’Omo 1872”. Il motto Charitas presente nell’iscrizione fa pensare che esso fu fatto realizzare dall’offerente spinto dalla devozione verso San Francesco da Paolo, la cui statua (sec. XIX) è presente nella nicchia di sinistra, mentre in quella di destra è conservata una statua in gesso della Madonna di Lourdes. Sull’altare, in una scenografia architettonica a timpano spezzato, è posto un affresco che riprende l’iconografia della Madonna del Rosario venerata a Pompei; la stessa iconografia è stata ripresa nella realizzazione della porticina in argento del tabernacolo. Precedentemente sull’altare era posto un quadro con la stessa iconografia racchiuso in una cornice lignea dorata e circondato da quindici riquadri con i misteri gaudiosi, dolorosi e gloriosi del rosario. Sulla sommità del timpano spezzato sono posti due angeli che recano in mano uno la corona del rosario, l’altro uno scapolare, i due simboli indicano la presenza, in passato, del Terzo Ordine domenicano, che eretto nel 1900, aveva la sua sede in questa cappella.

#### Cappella del Crocifisso
In questa cappella è collocato sulla parete di fondo, affrescata nel XX secolo con le figure di Maria, Giovanni e la Maddalena, un grande crocifisso ligneo (sec. XIX), mentre sotto l’altare è posta una statua lignea, forse settecentesca, del Cristo morto. Alle spalle della statua una lapide ricorda che qui fu istituita il 28 aprile 1922 l’Arciconfraternita della Passione di Nostro Signore Gesù Cristo.
Sulle pareti ai lati dell’altare si aprono due nicchie. In quella di sinistra è posta una statua dell’Addolorata, risalente agli inizi del XIX secolo. La testa, le mani e i piedi sono in legno; il vestito è in seta nera con ricami in filo d’oro. Sulla parete di destra, un'altra nicchia accoglie la statua della Maddalena, che fu realizzata nel 1865, come riportato sulla base: "Giuseppe Maffia fece 1865".

### La navata di destra
La navata di destra, anticamente il transetto della vecchia chiesa, ospita al presente tre cappelle dedicate all'Assunzione della Vergine, al Sacro Cuore di Gesù e a S. Antimo. Sulla navata si elevano due cupole, di cui quella anteriore è la più grande ne sono simmetriche alle cupole della navata di sinistra. Sui pennacchi della cupola maggiore sono raffigurate scene desunte dalla vita di S. Antimo realizzate da Raffaele Iodice, il quale dipinse anche la rappresentazione del Miracolo del volo degli angeli avvenuto l’11 maggio del 1862 e posto sulla porta che immette sulla navata, e l’affresco della volta sopra la porta con San Giovanni evangelista.

#### Cappella dell'assunta
La prima cappella della navata di destra, oggi conosciuta come Cappella dell’Assunta, era anticamente intitolata ai SS. Giovanni Battista e Giovanni Evangelista ed ospitava il fonte battesimale spostato poi nella prima cappella di sinistra. Sulla parete è posta una grande tavola che rappresenta l’Assunta tra i santi Giovanni Battista e Giovanni Evangelista (1599). L’opera è stata attribuita stilisticamente da Leone de Castris al pittore napoletano Francesco Curia.
La Madonna è simile nell’aspetto e nella postura del corpo a quella dell’Assunta conservata nella chiesa dell’Annunciazione di Airola, che però è successiva, essendo stata commissiona nel 1599 e terminata nel 1602. Questa, invece, dovette essere realizzata intorno al 1599.
Sotto la tavola vi è inserita una predella, probabilmente resecata lungo il margine superiore quando fu rimontata nell’attuale cappella in seguito al rifacimento della chiesa, con la raffigurazione degli apostoli ritratti a mezzo busto.

#### Cappella del Sacro Cuore di Gesù
La seconda cappella di destra è attualmente dedicata al Santo Cuore di Gesù; nella vecchia chiesa a croce latina essa era lo spazio del presbiterio e vi aveva sede l’altare maggiore. Essa, agli inizi del XX secolo, era ancora dedicata all’Immacolata Concezione e fino al secolo XVIII vi ebbe sede anche l’omonima confraternita.
Fino agli anni ’70 del XX secolo, nella nicchia posta sulla parete di sinistra vi era situata una statua in gesso dell’Immacolata raffigurata nei canoni iconografici di quella venerata a Lourdes, e al suo posto oggi è stata collocata la statua di S. Alfonso Maria de Liguori (sec. XIX).
Nel 1956 il coro retrostante l’altare fu delimitato e chiuso con l’innalzamento di una parete sulla quale fu aperta centralmente una nicchia rifinita esternamente da marmi e vi fu collocata la statua del Sacro Cuore di Gesù. L’altare divenne, quindi, da allora la sede definitiva dell’Apostolato della Preghiera costituito in parrocchia presumibilmente nel 1893. Sulla parete di destra, nella nicchia è posta una statua in cartapesta di S. Margherita Maria Alacoque.
Ai lati dello splendido altare in marmi policromi del XVIII secolo sono poste, in due scarabattoli lignei del XIX secolo, una statua lignea di S. Antonio da Padova (sec. VIII) e una statua in cartapesta di S. Teresa di Lisieux (sec. XX). Sulla parete sinistra si apre una porta che immette nella Sala del Tesoro dove sono conservati tutti gli ex-voto donati al santo e molti altri oggetti di pregevole fattura, tra cui una tela settecentesca raffigurante la Predicazione di S. Antimo.

#### Cappella di Sant'Antimo Prete e Martire
La cappella del Santo Patrono, la terza della navata di destra, è racchiusa da due artistici cancelli in ferro del 1866. Essa fu costruita a spese dell’università intorno agli anni ’50 del XVII secolo su un terreno donato dai fratelli Gaspare e Orazio Martorelli per accogliere le reliquie del martire Antimo donate alla Città l’11 agosto 1658 da Angelo Clarelli, nipote di Antonio Clarelli, il quale le aveva ricevute in dono dalla marchesa de Moncada.
La cappella, ricca di marmi policromi, presenta l’altare realizzato a tarsie dai fratelli Giuseppe e Paolo Mozzetti tra la seconda metà del XVII secolo e il primo ventennio del XVIII, i quali successivamente realizzarono anche la balaustra; nel 1737 furono invece rivestiti i quattro pilastri della cappella con marmi policromi intarsiati ad opera del marmoraro napoletano Giovan Battista Massotti. Sotto la mensa dell’altare è collocata un’urna d’argento con le reliquie del Santo poste dopo l’ultima ricognizione fatta il 26 marzo 1955 dal Vescovo di Aversa, monsignor Antonio Teutonico. Precedentemente le reliquie erano chiuse in un'urna di vetro posta all’interno di un sarcofago di marmo, il quale era collocato dietro l’altare sotto il muro della cappella; al presente si trova appoggiato sulla parete destra della cappella.
All’interno della cappella è conservata anche, nella nicchia di sinistra, al statua in argento di S. Antimo realizzata nel 1712 dagli argentieri Alessandro e Gennaro Cioffi, padre e figlio, su modello in creta fornito da Domenico Antonio Vaccaro. La base della scultura fu realizzata nel 1735 dal famoso argentiere Domenico De Blasio, il quale aveva realizzato nel 1714 per la chiesa anche un ostensorio in argento con il fusto raffigurante il santo martire. Nella nicchia di destra è, invece, conservato un mezzobusto ligneo raffigurante San Giuseppe con il Bambino la cui realizzazione potrebbe essere anch’essa come Sant’Anna e San Gioacchino, attribuita a Giacomo Colombo.
La cupola, con la raffigurazione della Gloria di S. Antimo, e i pennacchi con i quattro evangelisti furono affrescati da Raffaele Iodice nel 1945.